# Uroleucon bifrontis
Uroleucon bifrontis är en insektsart. Uroleucon bifrontis ingår i släktet Uroleucon och familjen långrörsbladlöss. Inga underarter finns listade i Catalogue of Life.